# Keith Lucas
Keith Lucas FRS (8 de marzo de 1879, Greenwich - 5 de octubre de 1916, Salisbury Plain ) fue un científico británico que llevó a cabo trabajos pioneros en neurociencia en el Trinity College de Cambridge.
Era hijo de Francis Robert y Katharine Mary (de soltera Riddle) Lucas. Estudió en la Rugby School y en el Trinity College de Cambridge, donde se licenció con sobresaliente en Ciencias Naturales en 1901. En 1902 trabajó en Nueva Zelanda, en el estudio batimétrico de los lagos, y en 1904 se convirtió en Fellow del Trinity. En 1907 fue nombrado demostrador universitario adicional de fisiología y en 1908 profesor de ciencias naturales.

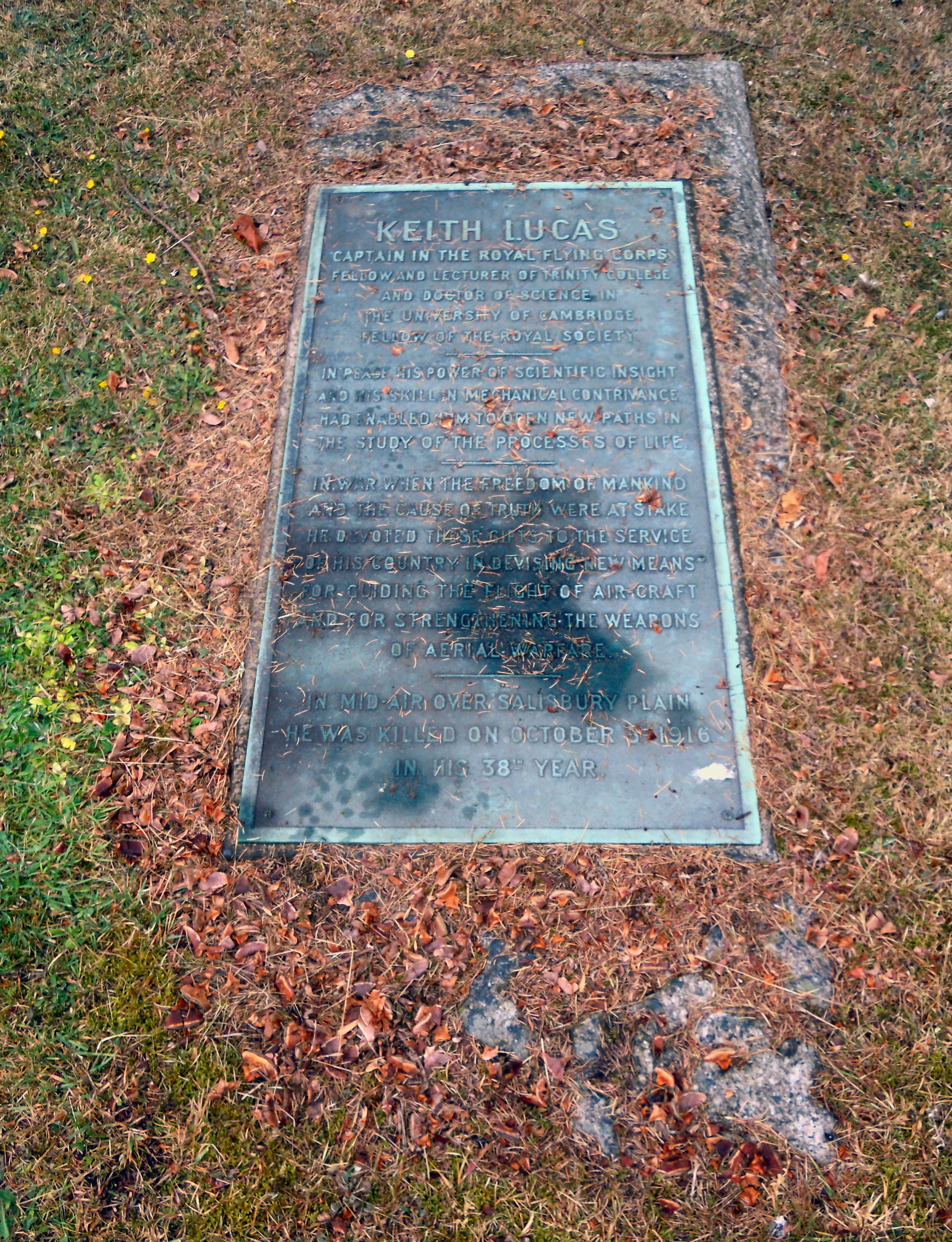
La tumba de Keith Lucas en el cementerio militar de Aldershot

Pronunció la Conferencia Croonian de la Royal Society en 1912. Fue elegido miembro de la Royal Society en 1913; su cita de candidatura decía: "Miembro del Trinity College, Cambridge. Profesor de Fisiología. Ha realizado importantes aportes a la ciencia fisiológica, especialmente en lo relacionado con los procesos de excitación. . . Gran parte del trabajo sólo fue posible gracias a las ingeniosas mejoras diseñadas por el autor en el aparato utilizado."
Durante la Primera Guerra Mundial, como capitán del Royal Flying Corps (TA) de Hampshire Aircraft Parks, con base en el Royal Aircraft Establishment, Farnborough, participó en investigaciones experimentales sobre navegación aérea y las primeras brújulas de aviones.
Convencido de que su trabajo experimental en aviación mejoraría si se convertía en piloto, asistió a un curso de vuelo en Upavon, donde murió instantáneamente el 5 de octubre de 1916 cuando su avión BE2c 5389 colisionó en pleno vuelo sobre Salisbury Plain con el BE2c 4174, pilotado por el 2Lt Geoffrey Plateras Lawson Jacques de la Central Flying School, que también murió. Lucas está enterrado en el cementerio militar de Aldershot, y está conmemorado en el monumento de guerra de Fen Ditton, Cambridgeshire.
Tras su muerte, su esposa Alys cambió el apellido y, como Alys Keith-Lucas, editó un breve libro en el que se recogen sus antecedentes, junto con recuerdos suyos y una lista de sus publicaciones. Tuvieron tres hijos, que llegaron a ser catedráticos: Alan Keith-Lucas, David Keith-Lucas y Bryan Keith-Lucas.